# Planta de fabricació de semiconductors

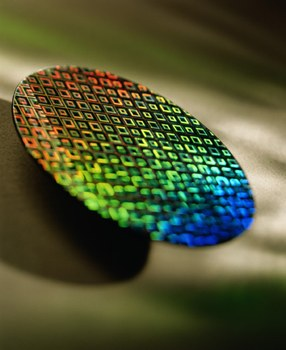
Una oblia de silici gravada

Una planta de fabricació de semiconductors (en anglès: semiconductor fabrication plant) o fab, és una fàbrica on es produeixen circuits integrats.
Una empresa que opera una o diverses plantes de fabricació amb l'objectiu de fabricar els dissenys d'altres empreses, empreses fabless, es coneix en l'argot com a fosa (en anglès: foundry).
Les plantes de fabricació requereixen d'una gran quantitat de maquinària i dispositius altament costosos per poder funcionar i operar. S'estima que el cost de construir una planta nova està al voltant de 1000 milions de dòlars, i són freqüents les inversions de 3000-4000 milions de dòlars o més. TSMC invertirà 9300 milions de dòlars en construir una planta per fabricar oblies de 300 mm a Taiwan i s'espera que estigui funcionant al 2012.
La part central és la sala blanca, una zona on l'ambient està controlat per eliminar tota la pols, ja que una sola partícula d'aquest pot arruïnar la producció d'un lot complet. La sala blanca també ha d'estar protegida contra les vibracions i mantenir-se dins d'uns marges estrets de temperatura i humitat. Controlar la temperatura i la humitat és crític per minimitzar l'electricitat estàtica.
Una sala blanca conté els steppers per la fotolitografia i màquines per al gravat, la neteja, el dopatge i el tall. Totes aquestes màquines són extremadament precises, i per tant, extremadament cares. El preu de l'equipament més comú per processar hòsties de 300 mm va des dels 700.000 fins als 4 milions de dòlars cada un i algunes màquines, com els steppers, arriben als 50 milions de dòlars cada un. Una planta de fabricació típicament compta amb diversos centenars de màquines.

## Evolució
Al principi el cost de posar en marxa una fab no era tan costós, i per això cada fabricant de circuits integrats solia comptar amb una pròpia, o si realitzava petites tirades (com els custom xips usats en molts ordinadors de 8 bits) s'encarregava seva fabricació a una altra societat. Però amb el pas del temps i la miniaturització cada vegada més gran dels circuits, el cost de les noves plantes es va disparar. Això va provocar dos fenòmens:
- D'una banda comencen a aparèixer les anomenades societats fabless, és a dir, fabricants de circuits que s'especialitzen només en la part de disseny, mentre que confien tot el procés de fabricació a grans companyies de fosa (que mai comercialitzen xips, sinó hòsties de silici ja finalitzades), o a empreses més grans que compten amb les seves pròpies fabs.

- Per l'altre sorgeix el problema de què fer amb les velles fabs que van quedant-se obsoletes. Les companyies més grans solen dedicar-les a fabricar dissenys per a mercats únics com Memòria flaix, microcontroladors i sistemes incrustats, mentre que les més petites es veuen forçades a vendre-les o llogar-les a tercers o tancar-les.

El panorama actual és de tres tipus de societats:
- Grans companyies de fosa, que només fabriquen hòsties finalitzades a partir dels dissenys dels seus clients. A causa d'això no solen aparèixer en les llistes de majors fabricants, però la majoria de xips d'un PC ha passat per les seves plantes. Les majors són asiàtiques:
  - Les taiwaneses TSMC (Taiwan Semiconductor Manufacturing Co Ltd) i UMC (United Microelectronics Corp) són les més importants.
  - Les xineses com Chartered Semiconductor Manufacturing o SMIC (Semiconductor Manufacturing International Corp)

- Companyies fabless que encarreguen la fabricació d'hòsties a les anteriors i realitzen ells el procés de disseny, muntatge final i comercialització. Les més conegudes són NVIDIA, ATI Technologies o Xilinx.

- Fabricants de circuits integrats que realitzen totes les etapes de disseny, fabricació i comercialització, com les nord-americanes Intel, Texas Instruments i AMD, les europees STMicroelectronics i Infineon o la japonesa Renesas.

A més és corrent veure com els fabricants de circuits integrats subcontracten una part de la seva producció a les societats de fosa. És el cas de Freescale, Philips o AMD, que ho fan a companyies com TSMC. Al revés, certs fabricants de circuits integrats (com IBM Microelectronics) ofereixen serveis de fosa a companyies fabless.